# Im Hotel zur grünen Wiese
Im Hotel zur grünen Wiese lautet der Kehrreim des deutschen Textes, den  Fritz Löhner unter seinem Künstlernamen Beda 1923 zu einem Foxtrott des dänischen Komponisten Edvard Brink dichtete. Bekannt wurde die Komposition unter dem schwedischen Titel Jazzgossen ; sie erschien 1922 im Nordiska Musikförlaget, vormals Wilhelm Hansen, Kopenhagen. In Deutschland kam sie noch im gleichen Jahr beim Wiener Bohème-Verlag Berlin-Leipzig-Wien heraus.

## Hintergrund
Laut Hinweis auf dem Notentitel der deutschen Ausgabe hatte der Wiener Klavierhumorist Hermann Leopoldi das Lied in seinem Repertoire. Und noch ein Jahrzehnt später zitierte es der Münchner Volkssänger Weiß Ferdl in seinem humoristischen Vortrag über „Schlager aus alter und neuer Zeit“.
Das Lied gehörte ursprünglich zu der Programmnummer Kamaeleonen (Chamäleon) in der Fønixrevyen von 1922 und hieß dort „En lille rystedans“ (ein kleiner Schütteltanz) ; den dänischen Originaltext verfasste Alfred Kjærulf.
Der schwedische ‘Revuekönig’ Karl Gerhard schrieb auf die Melodie Jazzgossen einen eigenen Text, mit welchem er das Lied im Hotel Continental zu Stockholm am 4. September 1922 für die Skandinaviska Grammophon aufnahm. Er verwendete es auch in der Sommer-Revue Ställ er i kön (In der Warteschlange stehen) von 1922 im Stockholmer Folkteatern. Es wurde so etwas wie seine Kennmelodie.
Noch 1958 entstand um die Melodie ein Tonfilm mit dem Titel Jazzgossen, in dem Gerhard mitwirkte und das Lied vortrug.
Das Lied wurde nicht nur in Dänemark und Schweden populär, sondern auch in Belgien, Großbritannien und in der Sowjetunion. In Amerika sang der Tenor Harry Steier bei der Victor Talking Machine Company in Camden N.J. am 4. Oktober 1923 eine deutsche Fassung des Liedes Jazzgossen auf Grammophonplatte. Der Jazzpianist Bengt Hallberg coverte den Song mehrmals.

## Deutscher Text
(1)
Sie ist die Tochter des Hauses,
und er ein junger Narceur.
Er läuft herum
im Dining Room
„Bitte schön!“ „Bitte, gleich!“ „Bitte sehr!“...
Doch wenn die letzten der Gäste
verlassen haben den Saal,
nimmt Theodor die Geige vor,
und verweist das Personal:
- -Kehrreim:

Im Hotel zur grünen Wiese,
da spielt der Theodor
seiner kleinen süßen Liese
die schönsten Lieder vor.
Wenn er streicht die Violine
am hohen C ...
summt sie so wie eine Biene
im grünen Klee!
Im Hotel zur grünen Wiese...
(2)
Wenn Lieschen mal ganz allein war,
rief sie den Theodor her.
Er kam gerannt
und rief galant
„Bitte schön!“ „Bitte, gleich!“ „Bitte sehr!“...
Sie spielten gerad' so zum Tango
in einem lauschigen Eck' -
da kam Papa nach Haus und sah
zu seinem größten Schreck:

Im Hotel zur grünen Wiese...

## Notenausgaben
- Im Hotel zur grünen Wiese. Foxtrot. Brink, Edvard. Wien u. a. : Wiener Boheme-Verlag, © 1922. - 3, S. 26x34 mit farblithographierter Titelillustration von Otto Dely.[4]
- Edvard Brink: Im Hotel zur grünen Wiese - Noten für Gesang und Klavier. UFA Musikverlage Best-Nr.: UFA14465
- Edvard Brink: Jazz-gossen (En lille Rystedans) - Nordiska Musikförlaget Pub. No.: 18032, Stockholm 1922. Titelillustration von Eric Nordin[12]

## Tondokumente
- worldcat.org Polyphon 31 109 (2-27 746 L / mx. 2115 ar) Im Hotel zur grünen Wiese. Fox-trot von Edvard Brink. Tanz-Orchester Metropol
- YouTube Star-Record 5860 (mx. 5860) Im Hotel zur grünen Wiese. Foxtrot (Bring) [sic]. Jazz-Band-Kapelle, Kapellmeister Bernard Etté vom Alten Boston-Club, Berlin. Berlin, ca. Ende 1922 oder Anfang 1923[13]
- YouTube Beka 32 050, auch B.3634 (Matr. 32050)(566)  Walter Herrling, Tenor mit Bohème-Orchester, aufgenommen in Berlin, 15. März 1923[14]
- YouTube CRG X 1486 (Matr. Bb 1285-2) Orkester Moderne: En lille Rystedans (Jazzgossen) [Edvard Brink], rec. Hayes, Middlesex, England, May 5 1922.[15]
- ucsb.edu Victor 77 362 (matrix B-28 632) Harry Steier, male vocal solo, with orchestra. Ted Levy, conductor. Recorded 4. Oktober 1923 in Camden, New Jersey.
- YouTube En lille Rystedans (Jazzgossen) [Edvard Brink] Erik Tuxen og hans Orkester. (Swing-Bearbeitung von Leo Mathiesen, aufgenommen 1934)
- Aufnahme im Katalog der Deutschen Nationalbibliothek: DNB 381033244